# Hatványvonal
A síkon két kör hatványvonalán azon pontok halmazát értjük, melyekből azonos hosszúságú érintő húzható a körökhöz. Ez a vonal egy, a középpontokat összekötő szakaszra merőleges egyenes lesz.

## Annak bizonyítása, hogy ezek a pontok egy egyenesen lesznek

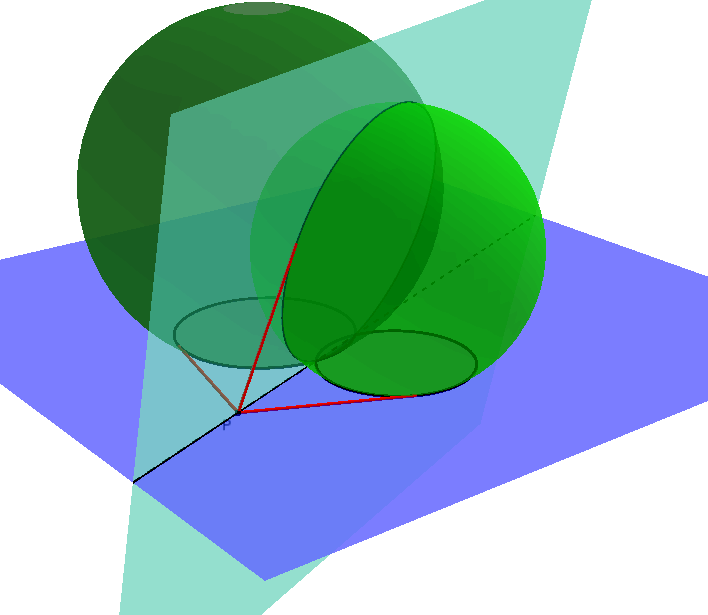
A hatványvonal előáll két sík metszéseként, tehát egyenes

### Geometriailag
Lesz egy ilyen egyenes ahonnan ugyanolyan hosszú érintőket lehet húzni:
A két kör fölé metsző gömböket állítok. A metszéskörük síkja és az alapsík metszése lesz a hatványvonal. Ebből a vonalból a két körhöz húzott érintők hossza megegyezik a metszéskörhöz húzott érintők hosszával, tehát egymással is megegyeznek.

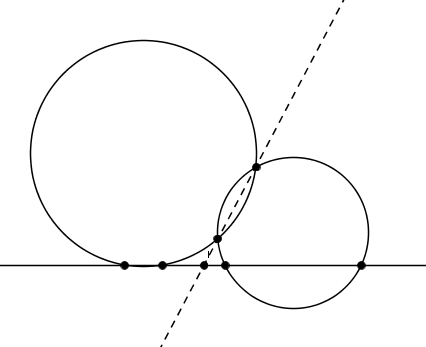
A szelőtétel alapján a metszéskör síkja mindig ugyanott metszi a körök középpontját összekötő egyenest

Ez az egyenes bármely két metsző gömb esetén ugyanaz:
Tekintsük az alapsíkra merőleges, körök középpontjain átmenő egyenest tartalmazó síkot (lásd ábra). A hatványvonal és a körök centrálisának metszéspontjának a két körre vonatkozó hatványa egyenlő, és csak egy ilyen pont van azon az egyenesen.
Semmilyen más pont nem lesz jó:
Egy ilyen tulajdonságú pontból felveszünk két metsző gömböt a körök fölé, vesszük az érintőkúpjaikat. Ezek metszése érinteni fogja mindkét gömböt, tehát a gömbök metszéskörét is, és annak síkjában lesz (?), ami pedig csak a hatványvonalat metszi ki.

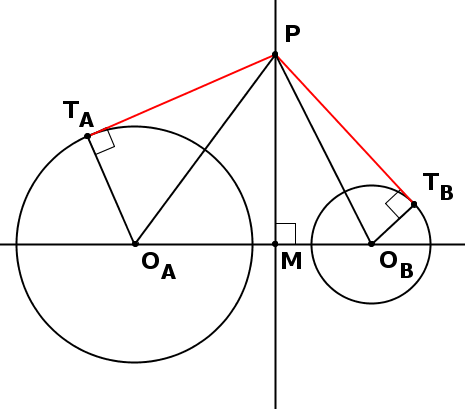
A két középponttól való távolság négyzete állandó - a mértani hely egy egyenes

### Koordináta-geometriával
Legyen a két kör középpontja {\displaystyle O_{A}} és {\displaystyle O_{B}}, a hatványvonal talppontja {\displaystyle M}, rajta egy tetszőleges {\displaystyle P} pont, ahonnan húzott érintési pontok {\displaystyle T_{A}} és {\displaystyle T_{B}} (lásd ábra).
A Pitagorasz-tétel értelmében a hatványvonalon levő pontoknak a középpontoktól való távolságuk négyzeteinek különbsége állandó:
{\displaystyle {PO_{A}}^{2}-{PO_{B}}^{2}={PT_{A}}^{2}+{R_{A}}^{2}-{PT_{B}}^{2}-{R_{B}}^{2}={R_{A}}^{2}-{R_{B}}^{2}} ami két kör sugárnégyzeteinek különbsége, valóban nem függ P-től.
P ponthoz a körök középpontjaitól való távolságok négyzeteinek különbsége nem függ pontnak a körök középpontjai által meghatározott egyenestől való távolságától, pusztán annak merőleges vetületének helyétől:
{\displaystyle {PO_{A}}^{2}-{PO_{B}}^{2}={PM}^{2}+{MO_{A}}^{2}-{PM}^{2}-{MO_{B}}^{2}={MO_{A}}^{2}-{MO_{B}}^{2}}
Tehát a merőlegesen levő pontoknak ugyanakkora a középpontoktól való távolságnégyzeteik különbsége, tehát tényleg ugyanolyan hosszú érintő húzható belőlük.
Csak ezek a pontok lesznek jók:
Az {\displaystyle O_{A}O_{B}} egyenesen egy M ponthoz tartozó távolságnégyzet különbségek:
{\displaystyle {MO_{A}}^{2}-{MO_{B}}^{2}={MO_{A}}^{2}-{(MO_{A}+O_{A}O_{B})}^{2}=-2MO_{A}\cdot O_{A}O_{B}+{O_{A}O_{B}}^{2}}
Ami monoton (ha {\displaystyle MO_{A}}, {\displaystyle MO_{B}} {\displaystyle O_{A}O_{B}} szakaszokat irányítottan tekintjük), és folytonos, tehát csak egy olyan M létezik, hogy {\displaystyle {MO_{A}}^{2}-{MO_{B}}^{2}={R_{A}}^{2}-{R_{B}}^{2}}.

## Körök speciális elrendezései
- Két koncentrikus, ugyanakkora sugarú kör esetén a hatványvonal az egész sík,
- két koncentrikus, eltérő sugarú kör esetén nincs hatványvonal,
- két metsző kör (hiperbolikus-körsor) esetén a hatványvonal átmegy a két metszésponton,
- két érintkező (parabolikus-körsor) kör esetén a hatványvonal az érintkezési ponton átmenő, köröket érintő egyenes
- két nem metsző (elliptikus-körsor) kör esetén a hatványvonal egy, a körökön át nem menő egyenes
- ha az egyik vagy mindkettő kör ponttá fajul, akkor érintő hossza helyett a tőle való távolságot vesszük
- ha az egyik kör tart az egyeneshez, akkor tart a hatványvonalhoz (ha adott két kör, az egyiknek egy rögzített P kerületi pontja, és az O középpontját elkezdjük egy adott irányba végtelen messzire távolítani, akkor a hatványvonal határesete átmegy a rögzített P ponton, és merőleges a PO sugárra)

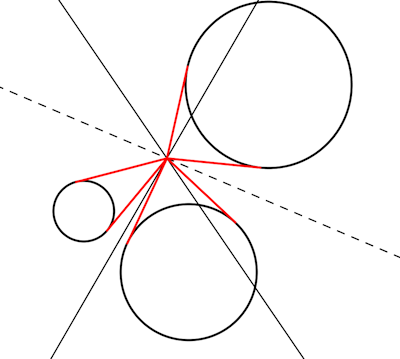
Háromból két-két kör hatványvonalainak metszése rajta van a harmadik pár hatványvonalán

## Hatványpont
Három általános helyzetű kör hatványvonalai egy pontban metszik egymást. Ekkor a metszéspontból húzott érintők egyenlő hosszúak: {\displaystyle PT_{A}=PT_{B}=PT_{C}}
Bizonyítás: legyenek a körök A, B, C.
Két hatványvonal, mondjuk A és B hatványvonalának és B és C hatványvonalának P metszéséből ugyanolyan hosszú érintőt lehet húzni A-hoz és B-hez, és B-hez és C-hez, tehát A-hoz és C-hez is, tehát rajta van A és C hatványvonalán.
Ha két hatványvonal párhuzamos, azaz a három kör középpontja egy egyenesbe esik, akkor a harmadik hatványvonal is párhuzamos velük.